# カムイ外伝
『カムイ外伝』（カムイがいでん）は、白土三平による日本の漫画、およびそれを原作としたテレビアニメ、ラジオドラマ、映画。このうち、テレビアニメ版は『忍風カムイ外伝』（にんぷうカムイがいでん）、ラジオドラマ第2作は『続・カムイ外伝』（ぞくカムイがいでん）と題して放送された。

## 物語
『カムイ伝』で抜忍となったカムイは、変移抜刀霞斬り（へんいばっとうかすみぎり）や飯綱落し（いづなおとし）といった必殺忍法や、自己暗示などの技を駆使しつつ執拗に迫る追っ手と戦い、村々で起こる事件を解決しながら、終わりの無い旅を続けていく。エピソード内、カムイは下人や黒鍬・樵・漁師など、江戸時代の様々な階級・職業に身をやつしている。

## 漫画
この作品は、『カムイ伝』から主人公の一人であるカムイのみを取り出して描かれたスピンオフ的な作品である。『カムイ伝』の「第一部」後半と「第二部」の間に存在するものと位置づけられており、『カムイ外伝』で登場した人物が『カムイ伝 第二部』にも再登場する。以下、便宜上『カムイ外伝』を「第一部」とし、『カムイ伝 第二部』を「第二部」とする。
「第一部」は『カムイ伝』執筆中に浮かんだアイデアのうち、本伝のストーリーとしては先の話になり、また本伝にはうまく取り込めない部分を発表したものだという。「第二部」においては「今回の「外伝」では、忍者同士の戦いや必殺技に重点を置くよりも、身分制度に疑問を持ち追われる者が、何を思い、いかなる希望を糧として生きてゆくか、という作品の主題を色濃く前面に出してゆきたい」とのテーマで描いている。
白土作品では忍者が武芸者よりも強い扱いがされることが多いが、この『カムイ外伝』でもそれは見られる。例えば、当時の剣の第一人者である柳生厳包（連也斎）であってもカムイには歯が立たないという設定になっている。
単行本に出版社記述のないものは全て小学館。

### 第一部
発表
『週刊少年サンデー』に不定期連載、全20回
小題
1. 「雀落し」※初出：1965年5月16日号（21号）
2. 「飯綱落し」※初出：1965年6月13日号（25号）
3. 「月影」※初出：1965年7月11日号（29号）
4. 「むささび」※初出：1965年臨時増刊号（夏休みまんが号）
5. 「五ツ」※初出：1965年8月8日号（33号）
6. 「木耳」※初出：1965年10月10日号（42号）
7. 「常風」※初出：1965年11月7日号（46号）
8. 「九の一」※初出：1965年12月12日号（51号）
9. 「暗鬼」※初出：1966年1月9日号（2号）
10. 「空蝉」※初出：1966年1月23日号（3号）
11. 「下人」※初出：1966年5月15日号（19号）
12. 「狂馬」※初出：1966年6月12日号（23号）
13. 「天人」※初出：1966年7月10日号（27号）
14. 「移し身」※初出：1966年8月7日号（31号）
15. 「老忍」※初出：1966年9月4日号（35号）
16. 「抜忍」※初出：1966年10月9日号（40号）
17. 「黒鍬」※初出：1966年11月13日号（45号）
18. 「追跡」※初出：1966年12月11日号（49号）
19. 「りんどう」※初出：1967年1月8日号（2号）
20. 「憑移し」※初出：1967年1月15-22日合併号（3・4合併号）

再掲載
アニメ化（後述）に合わせて、『デラックス少年サンデー』1969年5月号（創刊号）より11話から15話を再掲載。
単行本
1966年：ゴールデンコミックス『カムイ外伝』全2巻 ※前半16話分のみの収録
1970年：現代コミック6『白土三平集』（双葉社） ※第11話「下人」のみを収録
1972年：COM名作コミックス『カムイ外伝』（虫プロ商事） ※全2冊版
1973年：COM名作コミックス『カムイ外伝』（虫プロ商事） ※全1冊版
1976年：旧小学館文庫『カムイ外伝』第1巻から第3巻
1978年：ロマンコミック自選全集『スガル』（主婦の友社） ※第8話「九の一」のみを収録
1983年：ビッグコミックス『カムイ外伝』第1巻から第3巻
1994年：小学館叢書『カムイ外伝』第1巻から第2巻途中まで
1997年：小学館文庫『カムイ外伝』第1巻から第2巻途中まで
2006年：ビッグコミックススペシャル『カムイ伝全集[外伝]』第1巻から第2巻途中まで
2009年：マイファーストビッグスペシャル『カムイ外伝（映画表紙版）』（コンビニ本）上巻から中巻途中まで
2011年：マイファーストビッグスペシャル『カムイ外伝』（コンビニ本）第1巻
CD-ROM
1997年：小学館MANGAROM『カムイ外伝』 ※効果音付

### 第二部
発表
『ビッグコミック』に連載、全116回
小題
1. 「はんざき」全4回（小題「穴窯」「土風」「屍煙」「帰去来」） ※初出：1982年2月25日号-4月10日号
2. 「スガルの島」全15回（小題「女左エ門(2)」「一白(2)」「はなふい(2)」「双忍(2)」「月日貝(3)」「抜け狩り(2)」「十文字霞くずし(2)」） ※初出：1982年4月25日号-12月10日号（10月10日号は休載）（⇒補記）
3. 「黒塚の風」全11回（小題「小さな石もなけりゃ大きな石も(2)」「蜘蛛の巣に蜂(2)」「尾州柳生(2)」「百日童(5)」） ※初出：1982年12月25日号-5月25日号
4. 「変身の色」全13回（小題「日暮れて(2)」「人狩り(5)」「舞様(6)」） ※初出：1983年6月10日号-12月25日号（9月25日号は休載）
5. 「剣風」全20回（小題「草薙(5)」「死相(4)」「風合瀬(3)」「御前仕相(4)」「棒心(4)」） ※初出：1984年1月10日号-11月10日号（9月10日号は休載）
6. 「心旅」全3回 ※初出：1984年11月25日号-12月25日号
7. 「乱心法獣遁」全4回 ※初出：1985年1月10日号-2月25日号
8. 「盗人宿」全8回 ※初出：1985年3月10日号-6月25日号
9. 「掛け捕り」全3回 ※初出：1985年7月10日号-8月10日号
10. 「妖怪」全2回 ※初出：1985年9月25日号,10月10日号
11. 「黒」全1回 ※初出：1985年10月25日号
12. 「遠州」全5回 ※初出：1985年11月10日号-1月10日号
13. 「言霊」全2回 ※初出：1986年1月25日号,2月10日号
14. 「仕掛け崩れ」全3回 ※初出：1986年2月25日号-3月25日号
15. 「飛天の酉蔵」全9回 ※初出：1986年4月10日号-8月10日号
16. 「伊児奈」全3回 ※初出：1986年9月25日号-10月25日号
17. 「上意異変」全6回 ※初出：1986年11月10日号-1月25日号
18. 「吸血」全4回 ※初出：1987年2月10日号-3月25日号

単行本
1983年：ビッグコミックス『カムイ外伝』第4巻から第20巻
1988年：（旧）小学館文庫『カムイ外伝』第4巻から第19巻
1994年：小学館叢書『カムイ外伝』第2巻途中から第12巻
1998年：小学館文庫『カムイ外伝』第2巻途中から第12巻
2007年：ビッグコミックススペシャル『カムイ伝全集[外伝]』第2巻途中から第11巻
2009年：ビッグコミックススペシャル『カムイ外伝-スガルの島-』 ※「スガルの島」のみを収録
2009年：マイファーストビッグスペシャル『カムイ外伝（映画表紙版）』（コンビニ本）中巻途中から下巻 ※「スガルの島」のみを収録
2011年：マイファーストビッグスペシャル『カムイ外伝』（コンビニ本）第2巻から第8巻
単行本（日本国外）
1987年：『The Legend of KAMUI A GENUINE NINJA STORY』全37巻（Viz Communications） ※英語版、週刊、「スガルの島」「剣風」
1990年：『The Legend of Kamui The Island of Sugaru』全2巻（Viz Communications） ※英語版、「スガルの島」のみ
1992年：『La Leyenda de KAMUI LA ISLA DE SUGARU』全7巻（PLANETA‐DeAGOSTINI）※スペイン語版、「スガルの島」のみ
1999年：『The Legend of KAMUI Perfect Collection』全2巻 ※1990年版の新装版
※「スガルの島」はイタリアの雑誌『MANGA-ZINE』に1991年4月創刊号から1992年にかけて全15回連載されている。

### その他短編
「七ツ桶の岩」（カムイ外伝より）※初出：『ビッグゴールド』1979年11月5日号（No.4）
収録単行本
1980年：ビッグコミックス『白土三平異色作品集』第12巻
1988年：（旧）小学館文庫『カムイ外伝』第6巻
2000年：小学館文庫『七ツ桶の岩』
2007年：ビッグコミックススペシャル『カムイ伝全集[外伝]』第2巻
「カムイ外伝-再会-」全3回 ※初出：『ビッグコミック』2009年10月10日号-11月10日号

### 登場人物
カムイ
物語の主人公。非人部落の出身。自由と誇りを求めて忍者になる。しかし、忍者の世界の非情な掟に馴染めずに抜け忍になり、住むところや職業を転々としながら追及を逃れる日々を送っている。変移抜刀霞斬り、飯綱落とし、十文字霞崩しなどの必殺技を駆使しながら追っ手の忍びを撃退する。追忍から身を隠すため、「三郎」「サブ」とも名乗る。

#### 第一部
早苗・四郎
おじである月影をカムイに殺された姉弟忍者。飯綱落としを使わせまいと平地で勝負を挑んだ四郎は、ただ一本立っていた枯れ木に頭部を叩き付ける、変形飯綱落としに敗れる。その際、若い彼らを殺したくなかったカムイは手加減を加えていたのだが、それが却って仇になり、四郎は精神に異常を来してしまう。四郎の病状と、大頭からのカムイ抹殺の催促に悩んだ早苗は、四郎が身に付いた技で二羽の燕を一度に手裏剣で貫いたのを見て「飯綱返し」を思いつく。それは、しがみついたカムイごと自らを刀で貫く捨て身の技であったが、カムイは鎖帷子を着こんでいたために失敗。逆さ吊りになった早苗の死体に一時興味を示した四郎であったが、持っていた蜻蛉が逃げたことでそちらを追いかけ、どこへともなく去って行くのだった。
名張の五ツ
2本の腕だけでなく2本の足も駆使して剣やクナイを使う凄腕の忍者で、カムイの霞斬りをはじめて破る。カムイとの戦いの後自らも抜け忍の道を選ぶ。追忍を「最後の手」を用いて破る。「名張の五ツ」とはその「最後の手」のことでもあり、それゆえに忍者として生きるほかなくなり、また優れた忍者ともなれた。『カムイ伝 第二部』にも登場する。
マシラ
マシラ一族の頭、猿飛の術を得意とする。森の中の戦いで飯綱落としによって破れる。
天人
カムイを追う忍びの小頭。長い棒を地面に刺し、反対側に繋いだ綱につかまって回りながら上空より攻撃する「天人の術」を駆使する。双子の弟がいるが、いずれも飯綱落としによって破れる。
名張の半助
天人の後の忍びの小頭になった老忍者、3代目名張の半助。2代目までは凄腕の忍者だったが、3代目はそれほどでもないらしい。部下に足手まとい扱いされて一人カムイに挑むが、軽くあしらわれる。後に仲間とともに抜け忍となる。

#### 第二部 はんざき
三輪三左（みわさんざ）
カムイが身を隠そうと忍び込んだ炭焼き小屋の主。炭焼きの他に焼き物（陶芸）もして暮らしている。気のふれたクニという娘とふたりで暮らしていた。カムイに炭焼きを任せ、一緒に生活を始める。抜け忍であるとカムイに告白するが、実は里入り忍であり、密かにカムイの命を狙っていた。

#### 第二部 スガルの島
スガル
抜け忍の女忍者。カムイを追手の忍者であると疑い、何度も襲う。霞切りを破るかなりの腕前の忍者であり、千本乱れ打ちを得意技とする。結婚をしていて、夫の半兵衛とサヤカ、ゲンタ、末娘と5人で瀬戸内の奇ヶ島に暮らす。普段はスガルではなくお鹿という名前で呼ばれている。
半兵衛
瀬戸内の奇ヶ島（くしきがしま）の漁師。領主の馬の足を切り、その蹄で疑似餌を作る。馬の足を切った際にカムイに助けられ、カムイが遭難した時にはカムイを助けた。それが縁でカムイと共に漁をすることになる。スガルが抜け忍であることは知っている。不動とも以前けがをした不動を助けたことが縁で知り合っている。今は漁師であるが山窩の出身であり、いろいろと謎が多い男である。
サヤカ
スガルと半兵衛の娘。カムイが遭難した際、裸になりカムイの体を温めて助ける。その後カムイに思いを寄せ、月日貝という貝を渡し、将来一緒になろうと告白する。
不動
国元より発せられた追忍。一旦、公儀隠密に囲まれたときにカムイとスガルを助け、自らを抜け忍であると言うが、実は不動自身も追忍であった。抜け忍集団「渡り衆」の頭をしていた。その後、スガル一家を毒殺し、抜け忍たちを始末するが、カムイが新たに編み出した十文字霞くずしによって破れる。最期は、「抜け人たちに無い夢を追わせた」と憤るカムイによって生きながらサメに喰われるという残酷な制裁を受ける。しかし『カムイ伝 第二部』の13巻において、死んだ筈の不動がカムイの前に再び姿を現しているが、真相が今に至るまで語られていない。

#### 第二部 黒塚の風 〜 剣風
黒塚のお蝶
人の育てた菊の花を切り落としたり、飼っている鳥を逃がしたりと街の人に嫌がらせをして喜んでいる。カムイにもちょっかいを出すが逆にしてやられる。盗賊団に命を狙われるがカムイに助けられる。その後もカムイを追うが道中で生き別れた姉を捜しているモモカという小さな男子と行動をともにする。モモカとの旅の末、心を入れ替えて親切な人になる。
百日（ももか）のウツセ
生まれ落ちて百日とたたぬまま捨てられ、伊賀の下忍に拾われた下人。剣の天分を見込まれ、尾州柳生の道場で下働きとして預けられる。そこで新陰流の秘太刀を盗み、柳生から追われる身となる。その一方でウツセは、養父であり忍びの師匠でもある不動の仇を討つべくカムイを狙う。一度はカムイを破るが、後に水月の心を会得したカムイに破れる。
柳生厳包（柳生蓮也斎）（やぎゅうげんぽう）
尾張藩剣法指南役。尾州柳生の新陰流五世を相伝する天才剣士。
柳生の権威を守るため、自分よりも優れたものを暗殺によって葬ろうとする。
島出雲
尾州柳生師範代。秘太刀を盗んだウツセを刺客として追う。ウツセの仲間の忍者の攻撃を返り討ちにし、小頭の土雲の片腕を切り落とすほどの凄腕の剣士。土雲たちの計略にはまって家ごと焼かれてしまうが、全身に火傷を負いながらも生き延びる。その後も執念でウツセを追うが、カムイによって討たれる。カムイは島出雲をウツセの移し身であると勘違いしていた。
貴田源心
元播州三木家剣法指南役。塚原卜伝の流れを汲む名剣士であったが、名も無き剣士に藩主の御前試合で敗れ、修行の旅に出る。修行中、柳生厳包と戦って敗れ、自分の剣は古いと言われて剣の道に迷う。新田開発の人夫として働いているときにカムイと知り合う。カムイをつけ狙う追忍に手を出すが、逆に斬られる。
森忠成
岩津藩前藩主。武芸に秀で、関ヶ原、大阪の陣で戦功を立てた。隠居後も犬追物に講じていたが物足りなくなり、旅の武芸者や浪人を拉致してそれを獲物とする「人追物」という残虐な行為を始める。カムイとウツセを獲物としようと捕まえてしまった結果、逆に懲らしめられることになる。
阿多棒心
柳生利厳（兵庫）に薙刀を伝授したと言われる阿多棒庵の弟。棒術の腕前は阿多棒庵よりも上とも言われる。薙刀だけでなく剣や棒術にも通じ、馬来十蔵に草薙の太刀を伝授し、カムイには柳生の秘太刀と水月の心を伝授した。その腕前はカムイやウツセを軽くあしらい、柳生厳包も全くかなわないほどである。
馬来十蔵
郷士でありながら我が物顔で田畑を荒らす武士に手向かう豪気の持ち主。雪崩で遭難した阿多棒心を助けたことから知り合い、阿多棒心より侠気を見込まれ草薙の太刀を伝授されるが、剣術で身を立てようとは夢々思わぬようにという忠告に背き、腕試しに江戸柳生と立ち会い互角以上の戦いをした。自分たちの権威を脅かしかねない存在と恐れた柳生が送った刺客（ウツセと不動）に討たれる。
小太郎
馬来十蔵の子。父の仇を捜して一人旅をしている。途中からウツセと一緒に旅をするようになるが、実はそのウツセが仇であった。

## テレビアニメ

### 解説
『忍風カムイ外伝』（にんぷうカムイがいでん）のタイトルで1969年4月6日から同年9月28日までフジテレビ系にて毎週日曜18時30分 - 19時に放送された。全26話。提供は東京芝浦電気（現・東芝）。
第1話から第20話までは『カムイ外伝 第一部』。第21話から第26話までは、放送当時には漫画での発表がされていなかったが、白土の原作に基づく（⇒補記）。
元々は、宣弘社プロダクション制作・東芝提供による特撮テレビ番組『光速エスパー』の次作品として実写で企画されていたが、『エスパー』で予算が掛かり過ぎたため、アニメ作品に変更された。アニメーション制作は、宣弘社が製作した「アリナミン」のCMを手がけた縁からエイケン（TCJ動画センター）が担当した。主人公カムイは原作より年長に描かれている。
内容の暗さなどから視聴率が低迷したため打ち切りとなり、同じ東芝一社提供番組で当初要望していた枠を確保できなかった『サザエさん』が後番組となった。

### スタッフ
- 原作 - 白土三平（赤目プロ）
- 監修 - 小林利雄（宣弘社）
- プロデューサー - 高橋茂人
- 脚本 - 田代淳二
- キャラクターデザイン（美術と表記） - 関修一
- アートディレクター - 小野辰雄
- 作画 - 芦田豊雄、毛内節夫、角田利隆、山内善英 ほか
- 音楽 - 水谷良一
- キャスティング協力 - テアトル・エコー、東京俳優生活協同組合
- 企画・制作 - TCJ動画センター

### キャスト

#### レギュラー
- カムイ - 中田浩二
- ナレーション【本編】 - 城達也
- ナレーション【提供】 - 押坂忍

#### ゲスト
第1話
- ソネ - 寺島幹夫
- ドド - 立壁和也
- ハヤネ - 肝付兼太
- 男 - 辻村真人
- ネネ - 池田昌子
- 竜太 - 三輪勝恵
- 大頭 - 小林清志

第2話
- マシラ - 加藤精三
- ネネ - 池田昌子
- 竜太 - 三輪勝恵
- 忍者 - 寺島幹夫
- 忍者 - 立壁和也
- 忍者 - 水鳥鉄夫
- 子供 - 大山のぶ代
- 子供 - 恵比寿まさ子

第3話
- 月影 - 森山周一郎
- 竜太 - 三輪勝恵
- 大頭 - 小林清志
- 半助 - 田村錦人

第4話
- 四郎 - 富山敬
- 早苗 - 此島愛子
- 浪人 - 立壁和也
- 大頭 - 小林清志
- 半助 - 田村錦人

第5話
- 名張の五ツ - 渡部猛
- 小平次 - 吉沢久嘉
- 不知火 - 水鳥鉄夫
- 男 - 立壁和也
- 子供 - 白石冬美
- 子供 - 田上和枝

第6話
- ナミ - 野村道子
- 老僧 - 永井一郎
- 黒雲斎 - 高塔正康

第7話
- 兵馬 - 納谷悟朗
- 太吉 - 白川澄子
- 人狼 - 北山年夫
- 百姓 - 立壁和也
- 百姓 - 村松康雄
- 子供 - 水鳥鉄夫
- 子供 - 薄井身知子

第8話
- トネ - 武藤礼子
- 小頭 - 神山卓三
- トズラ - 相模武
- 木樵 - 安田隆
- 木樵 - 野本礼三
- 木樵 - 矢田耕司
- 忍者 - 筈見純

第9話
- 三太 - 小原乃梨子
- 浪人 - 大塚周夫
- 百姓 - 水鳥鉄夫
- 女 - 山崎左度子
- 武士 - 立壁和也
- 追手 - 安田隆

第10話
- 仙吉 - 立壁和也
- 男 - 水鳥鉄夫
- 忍者 - 家弓家正

第11話
- お玉 - 沢田敏子
- ウメ - 杉山佳寿子
- タケ - 堀絢子
- 繁吉 - 寺島幹夫
- 六 - 立壁和也
- 源 - 水鳥鉄夫
- 留 - 嶋俊介
- 男 - 小林清志

第12話
- 盗賊 - 菊池英一
- 旅の女 - あぼくみこ
- 丹波の天人 - 小林清志
- コノマ - 小宮山清
- 忍者 - 立壁和也
- 忍者 - 水鳥鉄夫
- 子供 - 梅屋かほる

第13話
- 庄屋 - 勝田久
- 鬼松 - 原田一夫
- 百姓 - 糸博
- 丹波の天人 - 小林清志
- コノマ - 小宮山清
- 影 - 寺島幹夫
- 大頭 - 加藤精三
- 忍者 - 立壁和也
- 忍者 - 水鳥鉄夫

第14話
- 女 - 北浜晴子
- 丹波の天人 - 小林清志
- コノマ - 小宮山清
- 影 - 寺島幹夫
- 大頭 - 加藤精三
- ホテリ - 仁内達之
- ミワタ - 嶋俊介
- 子供 - 菅谷政子

第15話
- 少女 - 杉山佳寿子
- 旅人 - 水鳥鉄夫
- 半助 - 田村錦人
- 大頭 - 加藤精三
- ホテリ - 村越伊知郎
- ミワタ - 筈見純
- 影 - 大塚周夫
- 丈 - 立壁和也

第16話
- テブリ - 水鳥鉄夫
- セッパ - 肝付兼太
- スクミ - 阪脩
- 外面 - 椎原邦彦
- 万 - 相模武
- 半助 - 田村錦人
- ホテリ - 村越伊知郎
- ミワタ - 筈見純
- 影 - 大塚周夫
- 丈 - 立壁和也
- 子供 - 恵比寿まさ子

第17話
- イケズ - 山田康雄
- 奉行 - 八奈見乗児
- 龍 - 立壁和也
- 娘 - 上田みゆき
- 五兵衛 - 島宇志夫
- 領主 - 寺島幹夫

第18話
- 忍者 - 立壁和也

第19話
- 忍者 - 立壁和也
- 忍者 - 水鳥鉄夫
- 忍者 - 柄沢英二

第20話
- 九官鳥 - 貴家堂子
- 忍者 - 立壁和也
- 大頭 - 加藤精三
- 忍者 - 水鳥鉄夫

第21話
- 武士 - 立川雄三
- ゲンタ - 山本嘉子
- スガル - 二階堂有希子
- 忍者 - 立壁和也
- 忍者 - 水鳥鉄夫
- 忍者 - 辻村真人
- 忍者 - 北山年夫

第22話
- 六 - 村松康雄
- 茂助 - 水鳥鉄夫
- 武士 - 立壁和也
- ゲンタ - 山本嘉子
- スガル - 二階堂有希子
- 領主 - 鎗田順吉
- 半兵衛 - 木村幌
- ゴマメ - 桂玲子
- ツグミ - 坂井すみ江
- サヤカ - 栗葉子

第23話
- 代官 - 立壁和也
- 家来 - 水鳥鉄夫
- ゲンタ - 山本嘉子
- スガル - 二階堂有希子
- 領主 - 鎗田順吉
- 半兵衛 - 木村幌
- サヤカ - 栗葉子
- 不動 - 家弓家正

第24話
- 村長 - 吉沢久嘉
- ゲンタ - 山本嘉子
- スガル - 二階堂有希子
- 半兵衛 - 木村幌
- ゴマメ - 桂玲子
- ツグミ - 坂井すみ江
- サヤカ - 栗葉子
- 不動 - 家弓家正

第25話
- 村長 - 立壁和也
- 抜忍 - 木村幌
- 追手 - 鎌田順吉
- ゲンタ - 山本嘉子
- スガル - 二階堂有希子
- ゴマメ - 桂玲子
- ツグミ - 坂井すみ江
- サヤカ - 栗葉子
- 不動 - 家弓家正
- ゴンゾ - 相模武
- アギト - 水鳥鉄夫

第26話
- 大頭 - 加藤精三
- ゲンタ - 山本嘉子
- スガル - 二階堂有希子
- サヤカ - 栗葉子
- 不動 - 家弓家正
- ゴンゾ - 相模武
- アギト - 水鳥鉄夫
- 男 - 小林清志
- 忍者 - 立壁和也
- 子供 - 三輪勝恵

### 主題歌など
オープニングテーマ「忍びのテーマ」（インストゥルメンタル）
作曲 - 大本恭敬 / 編曲 - 川口真 / ナレーション - 城達也
エンディングテーマ「忍びのテーマ」
作詞 - 李春子 / 作曲 - 大本恭敬 / 編曲 - 川口真 / 歌 - 水原弘

挿入歌「白いつばめ」
作詞 - 李春子 / 作曲・編曲 - 山本直純 / 歌 - デューク・エイセス

挿入歌「漁民の歌」
作詞・作曲・歌 - 相模太郎

### オープニングとエンディングの映像について
本放送当時のオープニング（1分30秒）はまず東芝のCMソング「光る東芝の歌」（インストゥルメンタル。作曲 - 越部信義）をBGMに、同じ東芝提供番組『東芝日曜劇場』でもオープニングキャッチで使われていた「未来都市」に、カムイの相棒である鷹「ハヤテ」が飛来、直後に刺客忍者が現れたところでBGMが「しのびのテーマ」（インスト）に代わって、城のナレーションが入る。その後BGMが再び「光る東芝の歌」に代わり、カムイがハヤテを再び呼んだところで、「東芝がカラーでお送りする忍風カムイ外伝」のナレーション（城とは別人）、最後は旅立つカムイ一行の上に「東芝マーク」（当時使われた「傘マーク」）、下に「東芝」がそれぞれクレジットされる構成となる。一方再放送版（1分）では東芝のクレジット部分はカットされ、カムイと忍者との戦闘が一部編集が異なるほか、城のナレーションも本放送版よりセリフが一部追加、声のトーンもやや低めになっている。そして制作クレジットは「連載誌」と「プロデューサー」が省かれ、最後の制作のクレジット部分も本放送版の「企画 制作：TCJ・宣弘社」から「企画 制作：TCJ動画センター」に変更された。
エンディングの映像は、本放送時は「しのびのテーマ」を歌詞付きで1コーラス流したのちスタッフクレジット部でコーダが流れ一旦終了し、ハヤテの飛来するシーンから「忍風カムイ外伝」のテロップが出る30秒の映像（インスト→コーダ）で番組が終了する構成となる。再放送版ではこの2つの映像が合体し、「しのびのテーマ」を2コーラス流す構成に変更された。
これらオリジナルのオープニングとエンディングは、その後の再放送はもとより映像ソフトにも収録されていなかったが、2016年発売のBlu-ray Disc版で46年半ぶりに日の目を見ることになった。
また、2017年11月3日1:00からスカパーの時代劇専門チャンネル（CS2 292ch) 「時専S40」シリーズにおいて、オリジナルのオープニングと合体型エンディングバージョンとして放送されている。

### 各話リスト
| 話 | サブタイトル       | 演出     | 放送日        |
| -- | ------------------ | -------- | ------------- |
| 1  | 雀落し             | 渡辺米彦 | 1969年 4月6日 |
| 2  | 飯綱落し           | 山本功   | 4月13日       |
| 3  | 月影               | 渡辺米彦 | 4月20日       |
| 4  | むささび           | 山本功   | 4月27日       |
| 5  | 五ツ               | 高垣幸蔵 | 5月4日        |
| 6  | 木耳（きくらげ）   | 村山修   | 5月11日       |
| 7  | 常風（とこかぜ）   | 山本功   | 5月18日       |
| 8  | 九の一（くのいち） | 大西清   | 5月25日       |
| 9  | 暗鬼（あんき）     | 村山徹   | 6月1日        |
| 10 | 空蝉（うつせみ）   | 岡田宇啓 | 6月8日        |
| 11 | 下人               | 山本功   | 6月15日       |
| 12 | 狂馬               | 高垣幸蔵 | 6月22日       |
| 13 | 天人               | 村山修   | 6月29日       |
| 14 | 移し身             | 大西清   | 7月6日        |
| 15 | 老忍               | 高垣幸蔵 | 7月13日       |
| 16 | 抜忍               | 岡田宇啓 | 7月20日       |
| 17 | 黒鍬               | 山本功   | 7月27日       |
| 18 | 追跡               | 村山徹   | 8月3日        |
| 19 | りんどう           | 渡辺米彦 | 8月10日       |
| 20 | 憑き移し           | 村山修   | 8月17日       |
| 21 | 女左衛門           | 高垣幸蔵 | 8月24日       |
| 22 | 一白               | 岡田宇啓 | 8月31日       |
| 23 | 双忍               | 鳥居宥之 | 9月7日        |
| 24 | 鮫殺し             | 村山徹   | 9月14日       |
| 25 | 月日貝             | 山本功   | 9月21日       |
| 26 | 十文字霞くづし     | 村山修   | 9月28日       |

### 放送局
放送系列は当時のもの。
| 放送対象地域 | 放送局       | 系列                                  | 放送時間                  | 備考                             |
| ------------ | ------------ | ------------------------------------- | ------------------------- | -------------------------------- |
| 関東広域圏   | フジテレビ   | フジテレビ系列                        | 日曜 18:30 - 19:00        | 製作局                           |
| 北海道       | 札幌テレビ   | 日本テレビ系列 フジテレビ系列         | 木曜 18:00 - 18:30        |                                  |
| 青森県       | 青森放送     | 日本テレビ系列                        | 木曜 18:00 - 18:30        |                                  |
| 秋田県       | 秋田放送     | 日本テレビ系列                        |                           | 1970年ごろに放送                 |
| 山形県       | 山形放送     | 日本テレビ系列                        | 木曜 18:00 - 18:30        |                                  |
| 宮城県       | 仙台放送     | 日本テレビ系列 フジテレビ系列         | 火曜 18:00 - 18:30        |                                  |
| 福島県       | 福島テレビ   | TBS系列 日本テレビ系列                | 日曜 9:00 - 9:30          |                                  |
| 新潟県       | 新潟放送     | TBS系列                               | 月曜 18:00 - 18:30        |                                  |
| 富山県       | 富山テレビ   | フジテレビ系列                        | 日曜 18:30 - 19:00        |                                  |
| 石川県       | 石川テレビ   | フジテレビ系列                        | 日曜 18:30 - 19:00        |                                  |
| 長野県       | 長野放送     | フジテレビ系列                        | 日曜 18:30 - 19:00        |                                  |
| 静岡県       | テレビ静岡   | フジテレビ系列                        |                           |                                  |
| 中京広域圏   | 東海テレビ   | フジテレビ系列                        |                           |                                  |
| 近畿広域圏   | 関西テレビ   | フジテレビ系列                        |                           |                                  |
| 岡山県       | 岡山放送     | フジテレビ系列 NET系列                |                           |                                  |
| 広島県       | 広島テレビ   | 日本テレビ系列 フジテレビ系列         |                           |                                  |
| 徳島県       | 四国放送     | 日本テレビ系列                        |                           | 本放送終了後に放送               |
| 香川県       | 西日本放送   | 日本テレビ系列                        |                           |                                  |
| 福岡県       | テレビ西日本 | フジテレビ系列                        |                           | 時差ネット                       |
| 佐賀県       | サガテレビ   | フジテレビ系列                        |                           |                                  |
| 熊本県       | テレビ熊本   | 日本テレビ系列 フジテレビ系列 NET系列 |                           |                                  |
| 大分県       | 大分放送     | TBS系列                               | 月曜 - 金曜 16:50 - 17:20 | 本放送終了後の1979年初旬に帯放送 |
| 琉球政府     | 沖縄テレビ   | フジテレビ系列                        |                           |                                  |

### 劇場版
- タイトル - 『忍風カムイ外伝 月日貝の巻』
- 公開日 - 1971年3月20日
- 配給 - 東宝
- テレビアニメの第21話から第26話までを再編集・一部追加して制作されたもの。

### DVD
- 『忍風カムイ外伝』全7巻＋劇場版（IMAGICA）
  - 巻之壱（1999年10月、第1話から第4話）
  - 巻之弐（1999年11月、第5話から第8話）
  - 巻之参（1999年12月、第9話から第12話）
  - 巻之四（2000年1月、第13話から第16話）
  - 巻之伍（2000年2月、第17話から第20話）
  - 巻之六（2000年3月、第21話から第24話）
  - 巻之七（2000年4月、第25話、第26話）※幻に終わったアニメ企画『忍者武芸帳』のパイロットフィルムも収録
  - 劇場映画「月日貝の巻」（2000年6月）※幻に終わったアニメ企画『ワタリ』のパイロットフィルムも収録
- 忍風カムイ外伝 DVD-BOX collection （エイベックス）
  - 1（2004年12月、第1話から第16話）
  - 2（2005年2月、第17話から第26話、劇場版）

### Blu-ray
- 忍風カムイ外伝 Blu-ray Complete BOX
  - 2010年2月17日発売、6枚組
  - 第一巻（第1話から第6話）
  - 第二巻（第7話から第11話）
  - 第三巻（第12話から第16話）
  - 第四巻（第17話から第21話）
  - 第五巻（第22話から第26話）
  - 第六巻（劇場版『カムイ外伝 月日貝の巻』）
- 思い出のアニメライブラリー 忍風カムイ外伝 Blu-ray（ベストフィールド）
  - Vol.1（2016年4月）
  - Vol.2（2016年5月）
    - 先述のオリジナル版オープニング・エンディングが収録されている。

| フジテレビ系列 日曜18:30枠                               | フジテレビ系列 日曜18:30枠                      | フジテレビ系列 日曜18:30枠      |
| 前番組                                                   | 番組名                                          | 次番組                          |
| -------------------------------------------------------- | ----------------------------------------------- | ------------------------------- |
| ゲゲゲの鬼太郎（第1作） （1968年4月7日 - 1969年3月30日） | 忍風カムイ外伝 （1969年4月6日 - 1969年9月28日） | サザエさん （1969年10月5日 - ） |

## ラジオドラマ

### カムイ外伝
- 放送日 - 1995年1月2日（本放送）、1996年1月2日（再放送）
- 放送時間 - 21時00分 - 22時59分 『ダミーヘッド・アドベンチャー・スペシャル』内[18]
- 放送局 - NHK-FM
- 脚本 - 吉田玲子
- 出演 - 古澤徹（カムイ役）、川久保潔（半助役）、海津義孝（半兵衛役）、千紘あい（トネ役）、こだま愛（スガル役）、春風ひとみ（語り）

#### 小題
1. 飯綱落とし
2. 抜忍
3. 鶴
4. スガルの島

### 続・カムイ外伝
- 放送日 - 1995年8月18日（本放送）、1996年1月3日（再放送）
- 放送時間 - 23時10分 - 翌0時59分 『ダミーヘッド・アドベンチャー・スペシャル』内[19]
- 放送局 - NHK-FM
- 脚本 - 吉田玲子
- 出演 - 古澤徹（カムイ役）、海津義孝（遠州役）、吉田鋼太郎（左近役）、幸和希（酉蔵役）、こだま愛（語り）

#### 小題
1. 遠州
2. 仕掛け崩れ
3. 飛天の酉蔵

『続・カムイ外伝』は、1997年3月17日に徳間ジャパンコミュニケーションズからCD（2枚組）で発売。

## 実写映画
映画『カムイ外伝』（カムイがいでん）は、2009年9月19日に松竹配給で公開された松山ケンイチ主演の日本映画である。

### 概要
2007年7月30日にメディア発表された。原作は『カムイ外伝 第二部』の「スガルの島」で、このストーリーは上述のように、過去に劇場アニメ『忍風カムイ外伝 月日貝の巻』にもなっている。脚本を宮藤官九郎と監督の崔洋一が務めた。2007年11月にクランクインしたが、主演の松山が撮影中に怪我をして撮影は一時中断した。約半年後の2008年5月に撮影再開し、同年10月に全撮影を終了した。当初、怪我などがなければ2008年2月のクランクアップを予定していた。
主題歌は「Alive」倖田來未（ヘンデルの「私を泣かせてください」を日本語アレンジしたもの）。キャッチフレーズは「生き抜け！」。初の秋の大型連休となったシルバーウィークの初日、2009年9月19日に公開された。興行収入は11.2億円だった。
日本での公開に先駆けてカナダのトロント国際映画祭で上映され、他にもバンクーバー国際映画祭、ロンドン映画祭で上映された。2009年12月11日、第6回ドバイ国際映画祭で上映され、崔洋一監督が現地で舞台挨拶を行なった。2010年2月17日にDVDとブルーレイが発売された。
崔洋一監督作品で初のドルビーデジタル・サラウンドEX作品でもある。

### あらすじ
17世紀、日本。非人の出身であるカムイは貧しさから伊賀の忍になるが、自由を求めて抜け忍となる。ある日彼は伊賀の追い忍たちとの戦いの直後、領主・水谷軍兵衛の愛馬「一白」の白い足を切り落とした半兵衛という漁師に出会う。カムイは半兵衛が住む島に辿り着くが、そこにいたのはかつてカムイが仕留め損ね、今は半兵衛の妻・お鹿として生きる同じ伊賀の抜け忍・スガルだった。

### キャスト
- カムイ - 松山ケンイチ
- スガル（お鹿） - 小雪
- 不動 - 伊藤英明
- 水谷軍兵衛（オリジナルキャラクター） - 佐藤浩市
- 半兵衛 - 小林薫
- サヤカ - 大後寿々花
- 吉人 - 金井勇太
- ミクモ - 芦名星
- アユ - 土屋アンナ
- 大頭 - イーキン・チェン
- カムイの少年時代 - イ・ハソン
- 絵師 - PANTA
- 柏原 - 隆大介
- 渡り衆 - 坂口征夫
- ナレーション - 山﨑努
- 渡邉邦門、飯島大介、団時朗、田宮五郎、森山開次、海東健、竹嶋康成、木下ほうか、諏訪太朗 ほか

### スタッフ
- 監督 - 崔洋一
- 原作 - 白土三平（『カムイ外伝 第二部』「スガルの島」）
- 脚本 - 宮藤官九郎、崔洋一
- 撮影 - 藤澤順一、江崎朋生
- 照明 - 渡邊孝一
- 美術 - 今村力
- 編集 - 川瀬功
- 録音 - 白取貢
- 助監督 - 佐和田惠
- 音楽 - 岩代太郎
- 音楽プロデューサー - 佐々木次彦
- バンドネオン演奏 - 小松亮太
- MIDIプログラミング - 深澤秀行
- VFXスーパーバイザー - 浅野秀二
- 衣裳デザイン - 小川久美子
- 特殊メイク・造形スーパーバイザー - 江川悦子
- 音響効果 - 北田雅也
- アクション監督 - 谷垣健治
- 殺陣指導 - 高瀬将嗣（助教 - 瀬木一将）
- 近畿ロケ殺陣指導 - 清水佳彦
- スタントコーディネーター - 福蔦徹、大内貴仁
- ワイヤーコーディネーター - 荒川真
- 水中撮影 - さのてつろう
- 近畿ロケ撮影 - 浜田毅
- 方言指導 - 妹尾青洸、井上亜紀、青山融
- 現像 - IMAGICA
- ステージ - 東宝スタジオ
- エグゼクティブプロデューサー - 榎望
- プロデュース - 森重晃、玉江唯
- 製作 - 『カムイ外伝』製作委員会（松竹・トータル・小学館・衛星劇場・ホリプロ・木下工務店・小学館集英社プロダクション・Yahoo! JAPAN・オプトロム）

### 楽曲
- 主題歌 - 倖田來未「Alive」

### DVD
- 映画 カムイ外伝 ドキュメント 松山ケンイチ≒カムイ（2009年9月）
- 映画版 カムイ外伝（松竹ホームビデオ）
  - 本編約120分

### 評価
白土三平からは「初めて生身の、本物のカムイと出会ったような気がする。それをひしひしと感じる」とのコメントが寄せられた。
2009年9月11日付の『朝日新聞』紙上で映画評論家の秋山登が「仕立てが大味」などと評価したことに対し、10月1日付の『中日新聞』紙上で崔が反論、「秋山さん、本当に映画を観ていたのですか」と名指しで批判した。また、9月18日付の『日本経済新聞』紙上で映画評論家の宇田川幸洋は、5点満点で2点をつけ、「アクションは停滞し、緊張はゆるむ」「サスペンスがどこかに消えてしまった」「本筋を忘れたかのように見えるのは残念である」と評している。
映画雑誌『映画秘宝』がその年度最低の映画や監督を選出するHIHOはくさい映画賞にて、崔監督が本作品で2009年度の最低監督賞に選出されている。

## スガルの島
既述のように、テレビアニメ『忍風カムイ外伝』の終盤6話（第21話 - 第26話）、漫画『カムイ外伝 第二部』のエピソード「スガルの島」は、先に白土三平の原作に基づいてアニメが作られ、後年に漫画化されるという異色の経緯をたどっている。さらに、テレビアニメから再編集された『忍風カムイ外伝 月日貝の巻』、実写映画『カムイ外伝』と劇場映画の形でも2度公開されている。それらを年譜にまとめると以下のようになる。
- 1969年8月 - 9月：テレビアニメ『忍風カムイ外伝』第21話 - 第26話放送
  - （第21話「女左衛門」、第22話「一白」、第23話「双忍」、第24話「鮫殺し」、第25話「月日貝」、第26話（最終回）「十文字霞くづし」）
- 1971年3月：劇場版『忍風カムイ外伝 月日貝の巻』公開
- 1982年4月 - 12月：『ビッグコミック』にて『カムイ外伝 第二部』「スガルの島」連載
  - （「女左エ門」（2回）、「一白」（2回）、「はなふい」（2回）、「双忍」（2回）、「月日貝」（3回）、「抜け狩り」（2回）、「十文字霞くずし」（2回）、全15回）
- 1995年1月：ラジオドラマ『カムイ外伝』（「スガルの島」を含む）放送
- 2009年9月：実写映画『カムイ外伝』公開